# Arcangelo Corelli

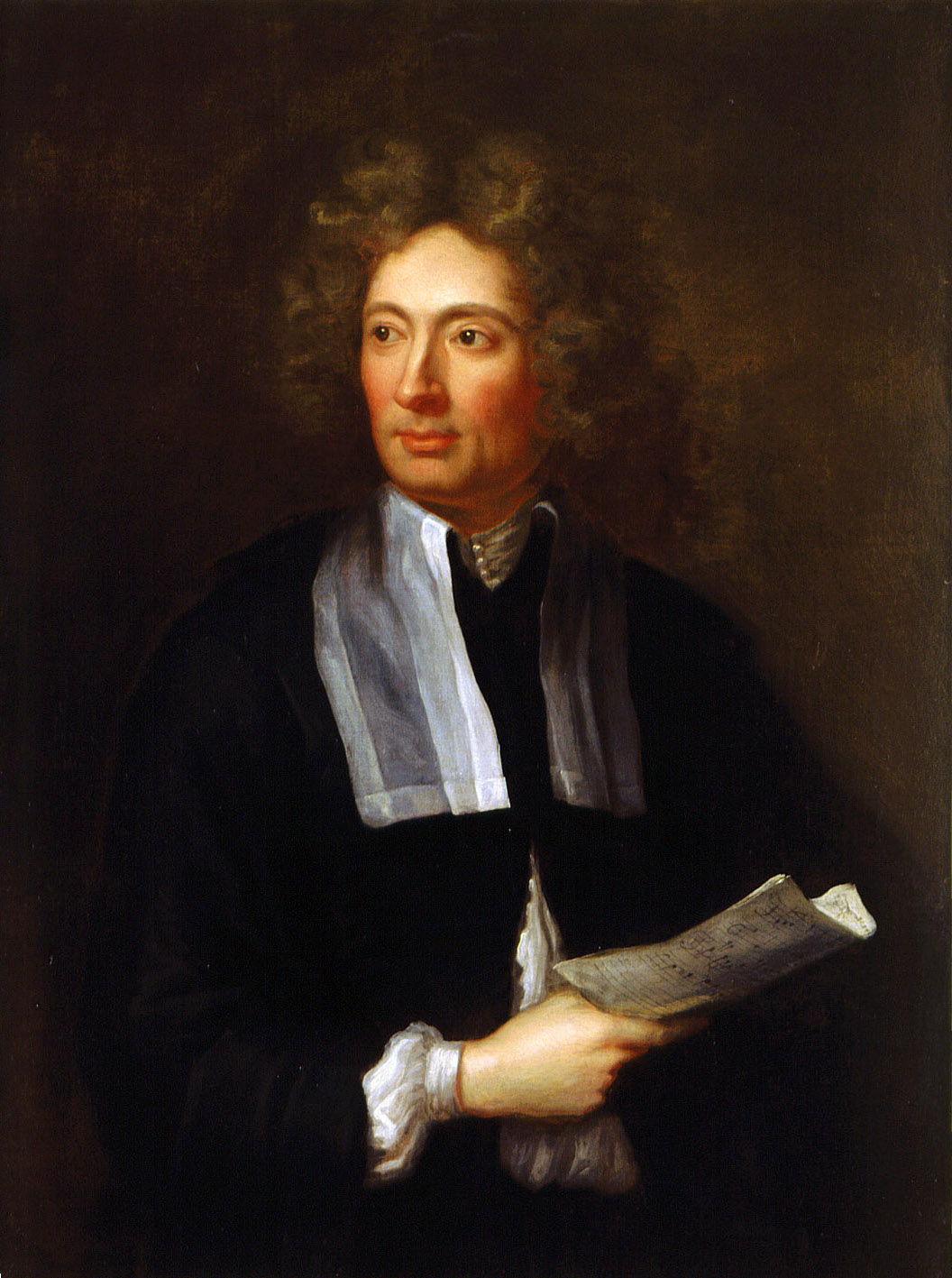
Arcangelo Corelli, 1698

Arcangelo Corelli (* 17. Februar 1653 in Fusignano; † 8. Januar 1713 in Rom) war ein italienischer Komponist und Violinist des Barock. Seine Triosonaten, seine Sonaten für Violine und Generalbass sowie seine Concerti grossi sind Mustersammlungen einer Verfeinerung der klassischen barocken Musiksprache des 17. Jahrhunderts und trugen zur steigenden Wertschätzung von Instrumentalmusik bei.
Corelli entstammte der Violinschule Bolognas und konnte sich in Rom rasch in den höchsten Kreisen des Adels im Zentrum musikalischen Mäzenatentums etablieren. Er diente im Orchester der französischen Nationalkirche San Luigi dei Francesi und in demjenigen der in Rom lebenden ehemaligen schwedischen Königin Christina, der er sein erstes gedrucktes Opus, die 12 Kirchensonaten op. 1 (1681), widmete. In Folge nahm er Anstellungen bei dem wohlhabenden Kardinal und Kunstmäzen Benedetto Pamphili und bei dem Vizekanzler und Kardinalnepoten Pietro Ottoboni an, was ihn in die Position versetzte, das römische Musikleben seiner Generation zu dominieren und Kontrolle über großbesetzte orchestrale Aufführungen zu erlangen, die zu jener Zeit aufgrund eines päpstlichen Verbots von Theateraufführungen, das auch Opern einschloss, in Rom gerade in Mode kamen.
Corellis Veröffentlichungen von Triosonaten sind getrennt nach den Typen der Kirchensonate mit abwechselnd langsamen und schnellen Sätzen und der Kammersonate mit Präludium und Tanzfolge. Die Typisierung lässt sich auch bei den virtuoseren Sonaten für Violine und Generalbass und den Concerti grossi mit der Gegenüberstellung solistischer Triosonatenbesetzung und Orchester-„Tutti“ nachvollziehen. Die knappen Einzelsätze haben durch Beibehaltung der zu Beginn vorgestellten motivischen Substanz einheitlichen Charakter. Im Gegensatz zu älteren fortspinnungsartigen Verfahren modaler Musik bilden der Einsatz von Sequenzen und die planvolle Verteilung der Kadenzen die Grundlage für die Gewinnung von Form in tonaler Musik.
Corellis Ruhm und die Verbreitung der Drucke seiner Werke in ganz Europa waren für einen Komponisten der Instrumentalmusik beispiellos. Sein Werk wurde Ausgangspunkt für das Schaffen folgender Generationen von Komponisten. Im Laufe des 18. Jahrhunderts wurde Corellis Musik zwar durch neuere Tendenzen verdrängt, aber vor allem in England weiterhin gepflegt und gehört seit dem Ende des 19. Jahrhunderts zum Repertoire klassischer Musik. Das „Weihnachtskonzert“ mit seiner Pastorale sowie die Folia-Variationen gehören zu den populärsten Stücken Alter Musik.

## Leben

### Jugend und Ausbildung
Über Arcangelo Corellis frühe Lebensjahre sind sehr wenige gesicherte Informationen überliefert. Er entstammte einer Landbesitzerfamilie aus Fusignano im Kirchenstaat, die Verhältnisse dürften aber bescheiden gewesen sein. Sein Vater, der ebenfalls Arcangelo hieß, starb einen Monat vor Corellis Geburt, sodass seine Mutter Santa Corelli geb. Raffini die Erziehung ihrer fünf Kinder allein übernehmen musste.
Corelli erhielt seinen ersten Musikunterricht bei einem Priester in der Nachbarstadt Faenza. Er setzte seine Studien in Lugo fort. Um 1670 ging er nach Bologna, wo er wahrscheinlich von Giovanni Benvenuti und Leonardo Brugnoli unterrichtet wurde. Möglicherweise wurde er während seines Aufenthalts in Bologna auch in die dortige Accademia Filarmonica aufgenommen, ein Austausch mit Giovanni Battista Vitali, Pietro degli Antonii, Bartolomeo Laurenti, Giovanni Maria Bononcini und anderen könnte „entscheidenden Einfluss auf seinen Musikstil“ gehabt haben. Sicher erlangte er Kenntnis von einigen der Publikationen von Maurizio Cazzati, Maestro di cappella der Basilika San Petronio. Bei großen Veranstaltungen dürfte Corelli hier große Instrumentalensembles kennengelernt haben. Die veröffentlichte Kammermusik richtete sich vornehmlich an Dilettanten und war spieltechnisch von mäßigem Schwierigkeitsgrad.
Auf einer Zeichnung der Zeit ist ein „Arcangelo“ beim Spiel auf der Violine mit anderen bekannten ortsansässigen Musikern dargestellt. Zu den unbefriedigenden und zufälligen Belegen über Corellis Tätigkeiten in Bologna kommt die Unklarheit, ob der sich in Folge selbst den Beinamen „Il Bolognese“ zulegte, oder es sich um einen Herkunftsnamen handelt, der Corelli von anderen gegeben wurde.

### Etablierung als Musiker und Komponist in Rom

Königin Christina von Schweden

1675 trat Corelli in den Dienst der französischen Nationalkirche San Luigi dei Francesi, wo er 1682 bis 1708 die musikalische Leitung innehatte. Die Ausdifferenzierung der Klanggruppen in Concertino und Concerto grosso war bereits zum Zeitpunkt seines Eintreffens üblich. Dass Corelli 1675 für die Teilnahme an Aufführungen in Rom nur als „Il Bolognese“ erwähnt wird, weist darauf hin, dass er bereits Bekanntheit erlangt hatte.
Kurz nach seiner Ankunft wirkte er an einigen Konzerten der Chigi-Familie mit, wodurch er schnell Zugang zu den höchsten Kreisen des römischen Adels fand und sich in einem der reichsten Zentren musikalischen Mäzenatentums der damaligen Zeit etablieren konnte.
Zu jener Zeit erhielt Corelli auch Unterricht in Komposition und Kontrapunkt bei Matteo Simonelli, einem Sänger der Päpstlichen Kapelle, berühmt für Kompositionen „in stil di Cappella“. Als erster Hinweis auf kompositorische Tätigkeit gilt ein Brief von 1679, in dem die Rede ist von einer Sonate für die Akademien der in Rom lebenden ehemaligen schwedischen Königin Christina, bei der er als Kammermusiker angestellt war. Ihr widmete Corelli auch sein erstes gedrucktes Opus, die zwölf Kirchensonaten op. 1 (1681). Diese wurden ein europaweiter Erfolg und erfuhren im Laufe der nächsten zwei Jahrzehnte Auflagen in Bologna, Venedig, Modena, Amsterdam, Antwerpen und London. 1681 und 1684 wurde Corelli zum Guardiano der Instrumentalisten der Congregazione e Accademia dei musicisti gewählt, eine Auszeichnung als einen der besten Musiker Roms.

### Im Dienste Pamphilis
Nachdem Christina im Jahr 1683 die finanzielle Unterstützung des Papstes verloren hatte, verließ Corelli ihre Dienste und nahm eine Anstellung bei dem wohlhabenden Kardinal und Kunstmäzen Benedetto Pamphili (1652–1730) an. Corelli widmete dem „Protettore delle Muse“ sein op. 2 (zwölf Kammersonaten, 1685), die noch erfolgreicher als die erste Sammlung war und Corelli spätestens zu diesem Zeitpunkt einen Ruhm von „europäische[n] Dimensionen“ einbrachte. 1687 zog Corelli in Pamphilis Palazzo, wohin ihm sein Gefährte Matteo Fornari folgte.
Kurz nach der Veröffentlichung von op. 2 erfolgte ein Angriff auf Corelli wegen paralleler Quinten im zweiten Satz der dritten Sonate aus op. 2. Zur „Quintenaffäre“ sind elf Briefe erhalten, darunter zwei von Corelli, die fast beleidigend die Kritiker herabsetzen. Corellis Begründung der Regelkonformität der Quinten durch „legature“, die durch den Ausklang in der Pause realisiert seien, sodass es sich um korrekte Auflösungen von Vorhalten handeln würde, sei von den römischen Komponisten Francesco Foggia, Antimo Liberati und Matteo Simonelli bestätigt, zudem wurde sie im Briefwechsel vom Bologneser Giacomo Antonio Perti verteidigt. Der ebenfalls in Bologna wirkende Giovanni Paolo Colonna, der in Rom studiert hatte, war der Passage jedoch kritisch gegenüber eingestellt, ebenso Giovanni Battista Vitali.
1685 und 1686 hielt sich Corelli kurz in Viterbo auf. Für etwaige Auslandsreisen konnten keine Belege gefunden werden, zumal war das Ausmaß seiner Beschäftigung in Rom offenbar außerordentlich. So sind für 1687 in Rom große Konzertveranstaltungen zu Ehren unter anderem von Jakob II. von England, dem französischen König Ludwig XIV. und der spanischen Königin Marie Louise d’Orléans dokumentiert, bei denen Corelli Orchester mit bis zu 150 Musikern zu leiten hatte.
1689 veröffentlichte Corelli sein op. 3 (zwölf Kirchensonaten), das er Francesco II. d’Este, dem Herzog von Modena, widmete. Dieser hatte Corelli 1686 in Pamphilis Palazzo spielen hören und war so beeindruckt von der Vorführung, dass er in der folgenden Zeit mehrfach versuchte, Corelli nach Modena abzuwerben. Dieser lehnte die Offerten wegen seiner Verpflichtungen gegenüber seinen römischen Gönnern ab.

### Im Dienste Ottobonis

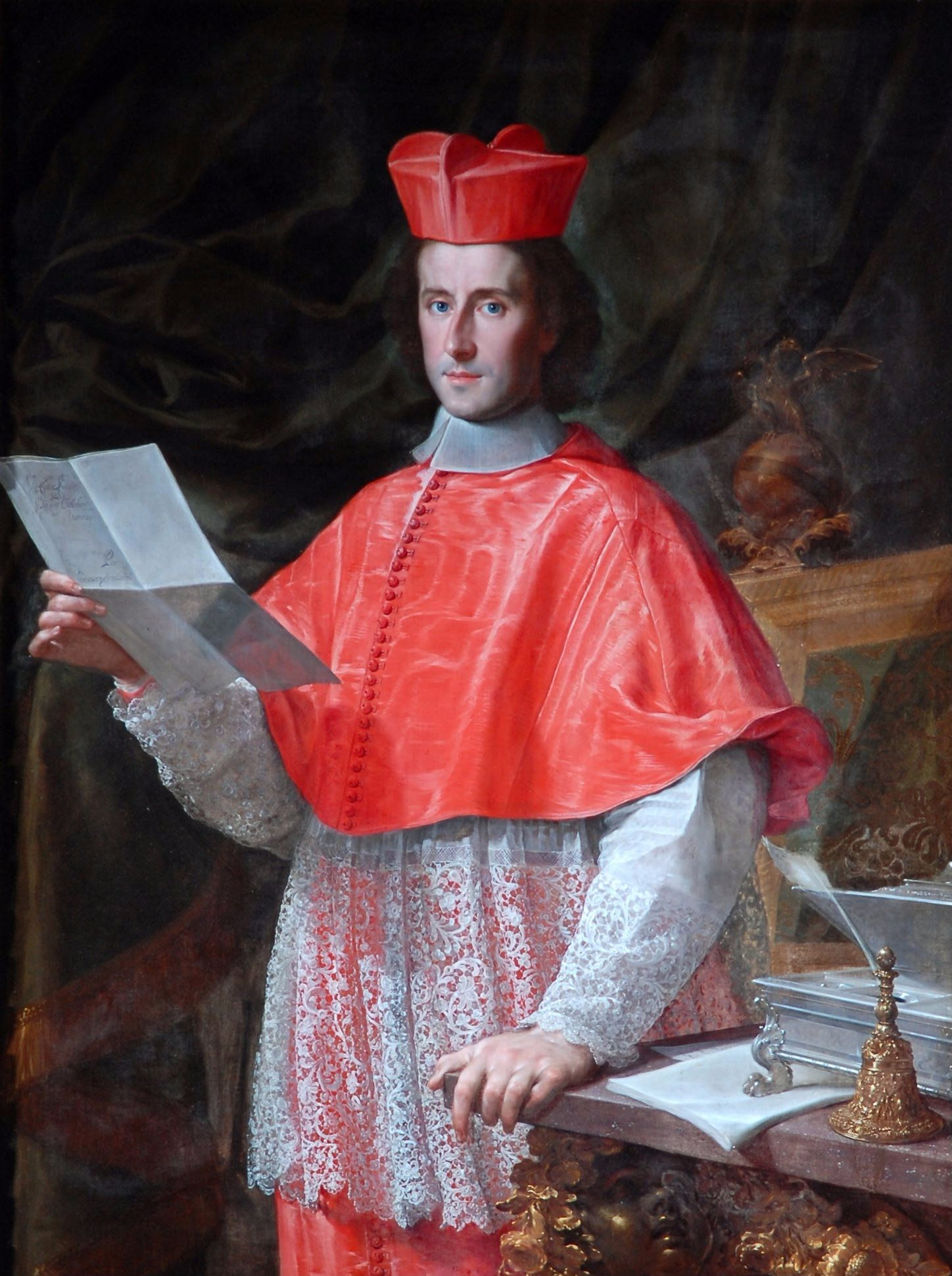
Kardinal Pietro Ottoboni, Corellis langjähriger Gönner

Durch den Tod Christinas im April 1689 und die Ernennung Pamphilis zum päpstlichen Legaten in Bologna Anfang 1690 verlor Corelli innerhalb kurzer Zeit seine beiden wichtigsten Gönner in Rom. Zur gleichen Zeit ergab sich durch die Wahl von Alexander VIII. zum Papst ein grundlegender Wandel in der Kulturpolitik des Vatikans, da Alexander die kunstfeindliche Politik seines Vorgängers Innozenz XI. rückgängig machte und seinen kunst- und musikbegeisterten Großneffen Pietro Ottoboni zu seinem Vizekanzler und Kardinaldiakon von San Lorenzo in Damaso ernannte.
Dieser betätigte sich schon bald als großzügiger Förderer der Künste und trat selbst als Verfasser von Libretti für Opern und Oratorien hervor. Er begann damit, die bedeutendsten Künstler und Musiker der damaligen Zeit um sich zu scharen, darunter auch Corelli, der im April 1690 erstmals in seinem „Rollo della famiglia“ erwähnt wird. Die Zuneigung Ottobonis zu Corelli zeigte sich auch an dessen Unterstützung von Corellis Familie, die so weit reichte, dass Corellis Brüder Don Ippolito (1643–1727), Domenico (1647–1719) und Giacinto (1649–1719) ab 1702 in Ottobonis Haushalt als ministri angestellt waren und dies auch über Arcangelos Tod hinaus blieben.
Auch er ließ Corelli in seinem Palazzo (der Cancelleria) wohnen und übertrug ihm die Leitung der dort und in einem kleinen Theater stattfindenden Konzerte und Opernaufführungen. Zudem beauftragte er ihn mit der Betreuung der Kirchenmusik in seiner innerhalb des Palazzos befindlichen Titelkirche San Lorenzo in Damaso. Corelli genehmigte als musikalischer Leiter die Zahlungen für die Aufführungen. Die von Corelli geleiteten und überwiegend auch komponierten Konzerte in Ottobonis Palazzo, die zumeist in kleiner Besetzung stattfanden, waren zunächst spontane, ungezwungene Treffen. Ab 1693 wurde versucht, diesen durch die Gründung einer Akademie formellen Charakter zu verleihen. Corelli widmete Ottoboni und dessen Akademie seine zwölf Kammersonaten op. 4 (1694), die auch zum Repertoire der Akademie gehörten.

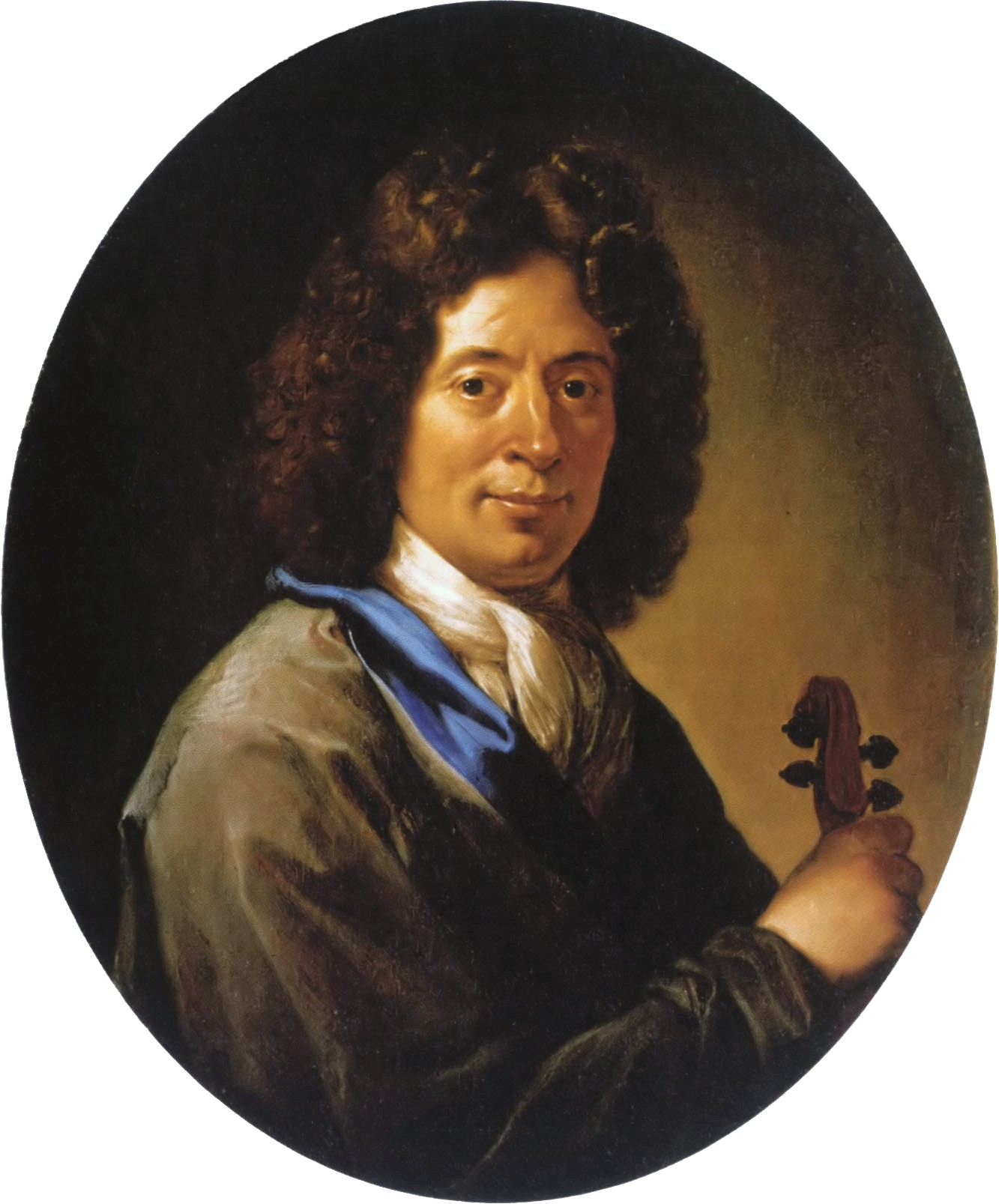
Arcangelo Corelli, um 1700, Porträt von Jan Frans van Douven

1700 erschien Corellis op. 5 (12 Sonaten) mit einer Widmung an Sophie Charlotte von Hannover. Die preußische Kurfürstin – ein Jahr später Preußische Königin – war Corelli zwar nie begegnet, aber allgemein als Förderin der Künste und insbesondere der Musik bekannt. In Abkehr von seinen vorhergehenden, als Triosonaten verfassten Werken konzipierte Corelli seine fünfte Veröffentlichung als Sonaten für Solovioline und Generalbass (Basso continuo), eigentlich Violine und Violone, der auch durch ein Cembalo ersetzt werden kann. Zudem umfasst das Werk jeweils sechs Kirchen- und sechs Kammersonaten, zwei Gattungen, die er zuvor getrennt hatte. In Anerkennung seiner Verdienste wurde Corelli im selben Jahr zum dritten Mal zum Guardiano der Musikergilde gewählt.
Anlässlich des Besuchs von Philipp V. hielt sich Corelli 1702 für einige Monate in Neapel auf, wo er Alessandro Scarlattis Oper Tiberio, Imperatore d’Oriente leitete. 1706 wurde er zusammen mit seinen Musikerkollegen Bernardo Pasquini und Alessandro Scarlatti in die Accademia dell’Arcadia in Rom aufgenommen und nahm dafür den Arkadiernamen Arcomélo an. Die Accademia, eigentlich eine zu Ehren von Königin Christina gegründete literarische Gesellschaft, ließ dabei erstmals Musiker zu.
Um 1708 kam er in Kontakt mit Georg Friedrich Händel, der von 1706 bis 1710 eine ausgedehnte Studienreise durch Italien unternahm. Er leitete im April 1708 im Palazzo Bonelli in Rom die Uraufführung von dessen Oratorium La Resurrezione. Einen Monat später kam er einer Bitte des deutschen Kurfürsten Johann Wilhelm von der Pfalz nach und schickte diesem ein für ihn komponiertes Kammerkonzert.

### Rückzug aus der Öffentlichkeit und Tod

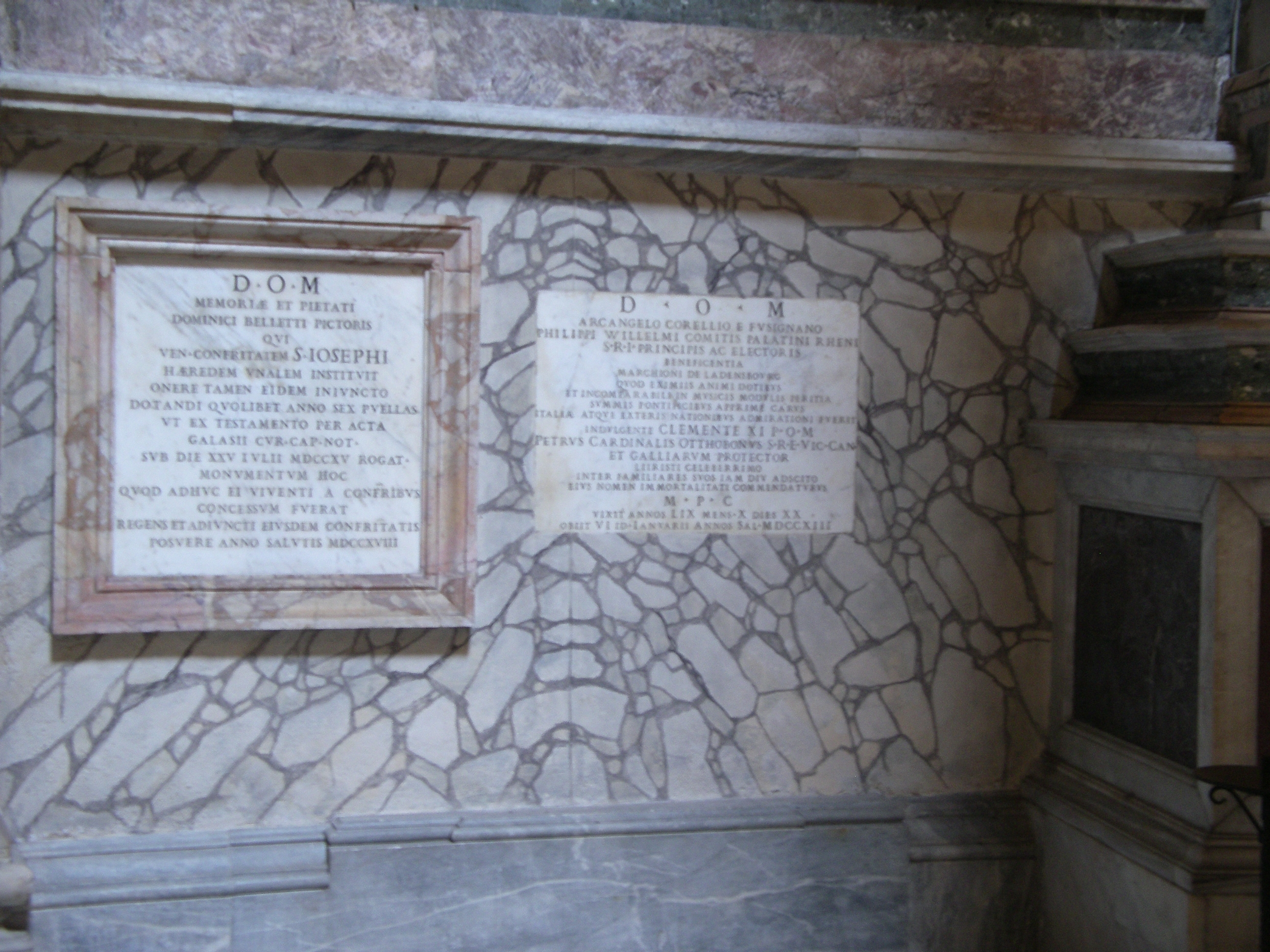
Corellis Grab im Pantheon in Rom (rechts)

Nach 1709 zog sich Corelli wahrscheinlich aus gesundheitlichen Gründen zunehmend aus der Öffentlichkeit zurück. Er widmete sich der Komposition und Überarbeitung der zwölf Concerti grossi op. 6, mit deren Vollendung er 1711 beschäftigt war. 1712 wurde ein Vertrag mit dem Amsterdamer Drucker Estienne Roger unterzeichnet, der Corelli außerordentlich vorteilhafte Konditionen gewährte. Die Widmung des Werkes, die an Kurfürst Johann Wilhelm gerichtet war, gibt Auskunft über Corellis künstlerische Absichten, einen Stil bereitzustellen, der sowohl der Kirche als auch dem Palast adäquat sei. Die Concerti grossi erschienen 1714, ein Jahr nach Corellis Tod.
Kurz vor seinem unerwarteten Tod am 8. Januar 1713 war Corelli aus der Cancelleria in den Palazzo seines Bruders Giacinto umgezogen. Abgesehen von 142 angesammelten Gemälden und 71 Aktienanteilen in der Monte di Pietà gibt es keine Hinweise auf einen Lebenswandel, der ein bescheidenes Maß überschritten hätte. Seinem Schüler und Freund Matteo Fornari hinterließ er unter anderem seine Violinen sowie alle seine Manuskripte und die Stichplatten wahrscheinlich von op. 5. Er wurde auf Veranlassung Kardinal Ottobonis einbalsamiert und im Pantheon in Rom begraben.
Seit 1961 trägt das Corelli-Horn seinen Namen, ein Berg auf der Alexander-I.-Insel in der Antarktis. Seit 1984 ist zudem das Corelli-Trio nach ihm benannt, drei Brandungspfeiler vor der Nordküste von King George Island im Archipel der Südlichen Shetlandinseln.

## Bedeutung

### Der Geiger und Orchesterleiter
Wie Beschreibungen und Abbildungen entnommen werden kann, variierten im späten 17. Jahrhundert je nach Region und Zeitraum und womöglich auch abhängig vom sozialen Status und der Rolle des Spielers Haltung und Spieltechnik der Violine, vermutlich mit Konsequenzen für das jeweilige Repertoire. Nach Unterweisung bei einem Priester begann Corellis Violinstudium in Bologna bei Giovanni Benvenuti und Leonardo Brugnoli.
Reisebeschreibungen ausländischer Rombesucher berichten davon, dass sich Corelli „mit ungewöhnlicher Intensität in den jeweiligen Affekt seiner Musik hineinzusteigern“ pflegte. Corelli wurde zu Lebzeiten als weltbester Violinist bezeichnet. Seine Kompositionen zeichnen sich durch äußerst idiomatische Schreibweise bei mäßiger spieltechnischer Anforderung aus. Dass aus dem deutschsprachigen Raum aus Corellis Zeit virtuosere Soloviolinwerke überliefert sind, verursachte im 20. Jahrhundert Zweifel an Corellis überragenden spieltechnischen Fähigkeiten. Ursache dafür dürften jedoch eingeschränkte drucktechnische Möglichkeiten in Italien gewesen sein, die Corelli, von dem keine Soloviolinwerke in Autograph oder Abschrift überliefert sind, davon Abstand nehmen ließen, im Druck nicht darstellbare Werke zu veröffentlichen.
Entscheidenden Einfluss auf den Erfolg der Instrumentalmusik in Rom hatte neben der Violinschule in Bologna der französische Hof, zu dem diverse diplomatische Beziehungen bestanden. Wie Jean-Baptiste Lully in Paris nutzte Corelli den Einfluss seiner Mäzene, um das Musikleben seiner Generation zu dominieren. Wie Lully organisierte und leitete er sein eigenes Orchester, für das er komponierte. Er stellte Orchester und Musik bereit für Festtage an römischen Kirchen, Festlichkeiten im Freien und verschiedene Patrone. Von den 1680er-Jahren bis ins beginnende 18. Jahrhundert weisen für Aufführungen mit mehr als zehn Instrumenten sämtliche überlieferten Dokumente stets Corelli als Leiter aus. Der dauerhafte Erfolg des römischen Concerto-grosso-Typs hing dabei mit den Anstellungsverhältnissen zusammen, da das Concertino von hauseigenen Musikern gestellt und das Ripieno von außerhalb engagiert werden konnte. Da Papst Innozenz XI zwischen 1676 und 1689 Theateraufführungen verbot, kamen als Ersatz für den Prunk der Oper groß besetzte Instrumentalensembles in Mode. Corelli konnte damit als erster in Rom ein großes Orchester mit oftmals über 100 Musikern etablieren. Obwohl überliefert ist, dass Corelli auch Streicher und Bläser koordinieren konnte, sind Blasinstrumente in Corellis Orchester selten anzutreffen, und die für eine Feierlichkeit auf dem Hausdach positionierten Trompeten könnten auch alternierend mit dem Orchester gespielt haben.
Von den Streichern im Orchester verlangte Corelli einen gleichmäßig kraftvollen Klang beim Doppelgriff, der zehn Sekunden lang wie bei einer Orgel gehalten werden könne. Wie Lully legte auch er auf einen einheitlichen Bogenstrich im Ensemble Wert.
Als Schüler Corellis werden genannt: Matteo Fornari, Michele Mascitti, Francesco Gasparini, Pietro Locatelli, Francesco Antonio Bonporti, Pietro und Prospero Castrucci, Francesco Geminiani und Giovanni Battista Somis, wobei die Zahl der rechtmäßigen Schüler gering war. Die Schülerschaft etwa von Bonporti, Locatelli und Geminiani wurde in Frage gestellt, weil nicht ausgeschlossen werden kann, dass sich diese wohl wegen einer erhofften Zunahme ihrer Reputation selbst mit dem Meister in Verbindung brachten. Zur Rekonstruktion von Corellis Violinschule wird mitunter Geminianis Lehrwerk herangezogen.

### Der Komponist

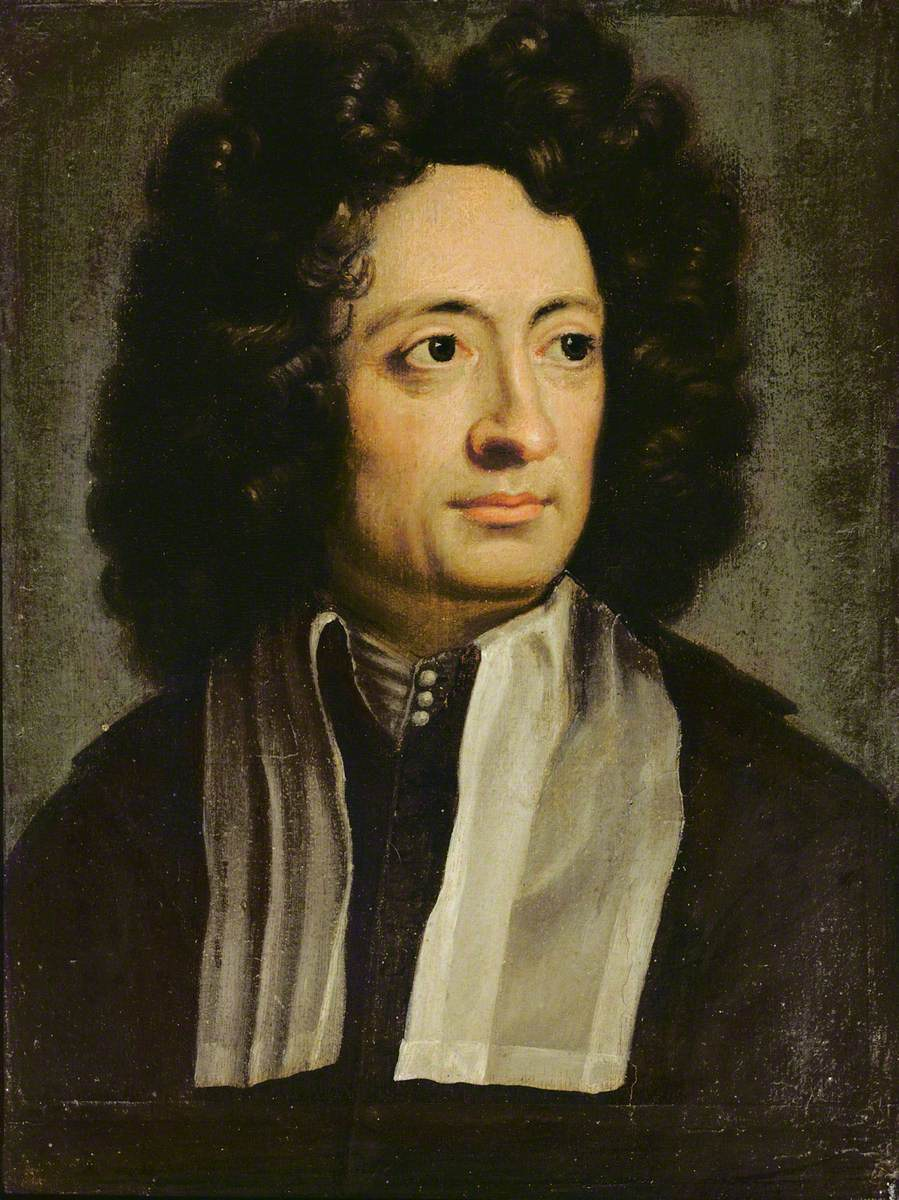
Arcangelo Corelli, Hugh Howard

Corellis Triosonaten und Concerti grossi trugen zur steigenden Wertschätzung der Instrumentalmusik auch außerhalb der fürstlichen Kammer bei. In ihnen findet sich eine Kodifizierung und Verfeinerung der klassischen barocken Sprache des 17. Jahrhunderts, ohne dass dabei Überraschungen und kompositorische Spontanität dem konsistenten Stil geopfert würden.

#### Sonaten
Die Sonata wird bei Corelli als erstmals „vom Autor festgelegtes zusammenhängendes und ausgewogen-mehrsätziges Gebilde“ angesehen. Unterschieden wird zwischen Kammersonaten (op. 2 und op. 4) und Kirchensonaten (op. 1 und op. 3), auch wenn Corelli den Titelzusatz „da chiesa“ für die Kirchensonaten weglässt, wohl um ihre Verwendungsmöglichkeit nicht zu stark einzuschränken. Während die Sonata da camera aus meist zweiteiligen Tänzen besteht, ist die Sonata da chiesa vom Wechsel schneller und langsamer Sätze bestimmt: Typischerweise ist der festlich getragene erste Satz geradtaktig und homophon mit punktiertem Rhythmus, der zweite rasch und fugiert, der dritte ungeradtaktig und der langsamen Sarabande ähnlich und der schnelle Schlusssatz im Dreiertakt, fugiert aber tänzerisch. Häufig findet sich in den Kirchensonaten jedoch noch ein weiterer Satz im Stile der Sonata da camera. Die Kammersonaten wiederum werden durch ein Preludio eröffnet, dessen ernster Charakter oftmals in den ersten beiden Sätzen erhalten bleibt. Variabilität und Abwechslungsreichtum bestimmen an Stelle von Schematismus die Abfolge wie auch die Charakteristik der Einzelsätze.
In der Regel bleiben die Sätze trotz melodischer Querverweise zwischen den Sätzen, die nicht zwangsläufig das Material des Beginns betreffen, untereinander thematisch unabhängig, wobei kein kontrastierendes oder zweites Thema etabliert wird, die motivische Substanz verleiht den Sätzen einheitlichen Charakter. Nach der Präsentation des Materials, die mit einer oftmals phrygischen Kadenz abgeschlossen wird, entfaltet sich die Musik kontinuierlich mit Sequenzen und kurzen Modulationen. Die dabei erreichten Kadenzen folgen den Tonartenschemata des späten 17. Jahrhunderts, das statt „Dur“ und „Moll“ noch eine größere Zahl an „Tönen“ (Kirchentonarten) unterschied. Corellis Musik ist weitestgehend diatonisch, Chromatik begegnet vor allem als selten anzutreffender verminderter Septakkord oder Neapolitanischer Sextakkord in der Kadenz. Corellis Modell aus Sequenz und Kadenz wird als fundamental für die Generierung von Form in tonaler Musik angesehen. Das Repertoire an Akkordfortschreitungen ist jedoch auch in Corellis Werken groß, die Beschreibung seiner Musik als „tonal“ verglichen mit älterer modaler Musik ist auch Folge einer selektiven Wahrnehmung. Die Phrasierung ist sehr subtil gehandhabt. Abschließende Wirkung wird oft durch Wiederholung der letzten Phrase erzeugt, eine richtige Reprise wie später in der Klassik gibt es nicht, jedoch in den Tanzsätzen andeutungsweise durch Wiederholung weniger Eröffnungstakte. Kompaktheit der Sätze eignet auch den Fugen, deren „eng konstruierte thematische Gestaltung ein Vorbild an Ökonomie und Präzision“ darstellte.
Die beiden Violinen werden oft völlig gleich behandelt, kreuzen einander, tauschen Material aus und greifen durch Vorhalte ineinander, was ein entschiedenes Vorwärtssterben der Musik bedingt. Wenn die häufigen Vorhaltsketten die Violinen „zu einer bewegten Einheit verschmelzen“ lassen, erhält der Bass als laufende Stimme eine neue Aufgabe, er wird wichtig für das Ganze, ohne „ungebührlich“ hervorzutreten. Im Gegensatz zu Corellis Vorläufer Giovanni Legrenzi ist der Bass auch an den fugierten Passagen gleichberechtigt beteiligt. Doppelter Kontrapunkt und Stimmentausch erzeugen hier mitreißende Wirkung. Für das op. 1 ist der Melodiebass als „Violone, ò Arcileuto“ benannt, zu dem als Generalbass ein „Basso per l’Organo“ tritt. Der Arciliuto hatte gegenüber der Theorbe den Vorteil, dass schnelle Passagen in hoher Lage ausführbar waren.
Die Sätze der Sonaten für Violine und Violone (Bass) oder Cembalo op. 5 entsprechen denen der Triosonaten, wobei durch Doppel- und Mehrfachgriffe deren reiche Klanglichkeit simuliert wird. Auch verschiedene Bogentechniken wie die Bariolage zeigen vergleichsweise größere spieltechnische Anforderungen. In Variationssätzen wird sowohl Bass wie Melodie variiert, was im Gegensatz zur damals üblichen Praxis von Variationszyklen über Bassmodellen steht. Der bekannteste Variationssatz, La folia, folgt Vorbildern der Gitarrenmusik und ist in Ensemblesonaten vor 1700 völlig außergewöhnlich. Betrachtet man dieses populäre Stück unter instrumentalpädagogischen Aspekten, so fällt der konstante Wechsel zwischen erster, zweiter und dritter Lage auf, wofür das Stück „eine hervorragende Studie“ darstellt.

#### Konzerte
Die Gattung Concerto grosso wurde von Corelli „paradigmatisch ausgeprägt“ und erhielt in den frühen 1680er Jahren ihre „klassische“ Erscheinungsform mit den zwei alternierenden Klanggruppen Grosso, sowie Concertino aus zwei Melodieinstrumenten und Basso continuo. Typisch römisch ist die ähnlich konzipierte, verglichen mit dem Concertino lediglich um Bratschen ergänzte Besetzung von dem auch Ripieno genannten Grosso zum Zweck von Chiaroscuro-Effekten. Über weite Strecken handelt es sich im Wesentlichen um Triosonaten, denen die großbesetzte Gruppe Echos und Bekräftigungen von Kadenzen und andere Unterstreichungen der Struktur beisteuert, insbesondere ist die langsame und feierliche Eröffnung weitgehend dem Tutti vorbehalten. In manchen Passagen tritt eine einzelne Solovioline hervor, was eventuell auf Einfluss durch Konzerte aus Bologna oder Venedig nach 1700 zurückzuführen ist.
Die ersten acht Konzerte entsprechen dem Typ der Sonata da chiesa, die übrigen vier der Sonata da camera. Eine der berühmtesten Kompositionen Corellis ist die Pastorale ad libitum des Concerto Grosso op. 6, Nummer 8, „fatto per la notte di natale“ (für Weihnachten gemacht). Das „Weihnachtskonzert“, das von den ersten acht Konzerten die meisten Tänze enthält, wurde traditionellerweise an Heiligabend im Palast Ottobonis aufgeführt.

#### Wirkung
Corellis Ruhm als Komponist von Instrumentalmusik war beispiellos und verbreitete sich über ganz Europa sowie bis an den kaiserlichen Hof Chinas. Corelli dürfte „selbst in seinen Werken Mustergültigkeit, Klassizität bewusst angestrebt“ haben. Sein op. 1 setzte zudem neue Maßstäbe für die Verbreitung von Instrumentalmusik in Rom, wo die entsprechenden Werke älterer Komponisten nur als Manuskript vorlagen. Vor Joseph Haydn blieb die Fülle an Nachdrucken von anderen Komponisten unerreicht. Für die Sonaten sind bis Ende des 18. Jahrhunderts je etwa 40 Nachdrucke nachweisbar.
Die jüngere Komponistengeneration folgte Corellis Vorbild, als op. 1 eine Sammlung von Triosonaten vorzulegen. Dabei tendierten die Nachfolger zur „Übererfüllung der Norm“. Bedeutenden Norditalienern gewidmet ist die erste Sonatenveröffentlichung (1693) Antonio Caldaras ein Schritt auf dem Weg zur öffentlichen Anerkennung, der Neapolitaner Michele Mascitti konnte in Paris 1704 mit dem Druck seiner ersten Sammlung, die eng an das Vorbild Corellis angelehnt ist, Fuß fassen. Auch die Triosonaten op. 1 von Antonio Vivaldi werden als Hommage an Corelli angesehen.
Von Corellis Schüler Giovanni Mossi sind wie von seinem Lehrer nur Streichersonaten und -konzerte überliefert. Pietro Castrucci und Francesco Geminiani emigrierten nach London, wo Geminiani als wichtigster Vertreter des Concerto grosso zwischen Corelli und Händel wirkte. Pietro Locatelli veröffentlichte 1721 als op. 1 zwölf Concerti grossi, die sich deutlich an das Vorbild Corellis anlehnen.
Die Vorbildwirkung reichte weiter ins 18. Jahrhundert, wo bereits angesehene Komponisten Corelli Tribut zollten, ohne dabei neue Tendenzen zu ignorieren: In Georg Philipp Telemanns sechs Sonates Corellisantes für zwei Violinen oder Querflöten und Generalbass (1735/6) mit je drei nach dem Da-chiesa- und dem Da-camera-Modell, weicht trotz der Orientierung an dem großen Vorgänger die „große Gebärde Corellis“ früh-galanten Stilelementen. Georg Friedrich Händel kehrte 1739 nach Konzerten im moderneren Ritornell-Stil in seinen Concerti Grossi zum klassischen Corelli-Modell zurück, das jedoch mit der jüngeren Tradition verbunden wird.
Während in der Öffentlichkeit Corellis Musik von neueren Tendenzen verdrängt wurde, blieb sie in privaten Zirkeln lebendig, besonders in England, wo Corelli allerdings auch im Konzertwesen weiterhin gepflegt wurde. Einflussreich für das Corelli-Bild bis weit 20. Jahrhundert waren die Darstellungen der englischen Musikhistoriker Charles Burney und John Hawkins, die im späten 18. Jahrhundert anekdotenhaft in freiem Umgang mit überlieferten Fakten arbeiteten. In London publizierten mindestens fünf Verleger zwischen 1805 und 1820 Corellis op. 5, zur Jahrhundertmitte erschienen weitere Ausgaben davon. Öffentliche Vorführungen wurden besonders in einer Cello- und Kontrabassbesetzung populär, nach England gab es entsprechende Vorführungen in Berlin und Paris, wo zudem unter organisatorischer Beteiligung von François-Joseph Fétis 1833 ein Concerto grosso zur Aufführung kam. Ab den 1850er Jahren nahm die Zahl der Veröffentlichungen von Barockmusik zu. Félicien David bemühte sich in seiner Corelli-Violinsonaten-Ausgabe, im Klavierpart anstelle der damals üblichen Reduktion Texturen und Imitationen des Violinparts zu integrieren. Seit Ende des 19. Jahrhunderts war Corelli im Repertoire etabliert, seit Mitte des 20. Jahrhunderts zunehmend im Sinne einer historischen Aufführungspraxis. Im Laufe des 20. Jahrhunderts erfolgte die Korrektur des anekdotischen Corelli-Bildes. Zeitgenössisches Dokumentationsmaterial veröffentlichte Mario Rinaldi 1953 in seiner umfangreichen Biographie. Hans Joachim Marx dokumentierte die Ottoboni-Archive und veröffentlichte Die Überlieferung der Werke Arcangelo Corellis: Catalogue raisonné.
Auch im 21. Jahrhundert ist das „Weihnachtskonzert“ besonders populär, da es in der Pastorale „mit äußerst schlichten, volkstümlichen musikalischen Ausdrucksmitteln direkt unsere Gefühle anspricht“, ebenso La Folia, Musik, die „mitreißt und sofort ins Bein geht“.

## Werke

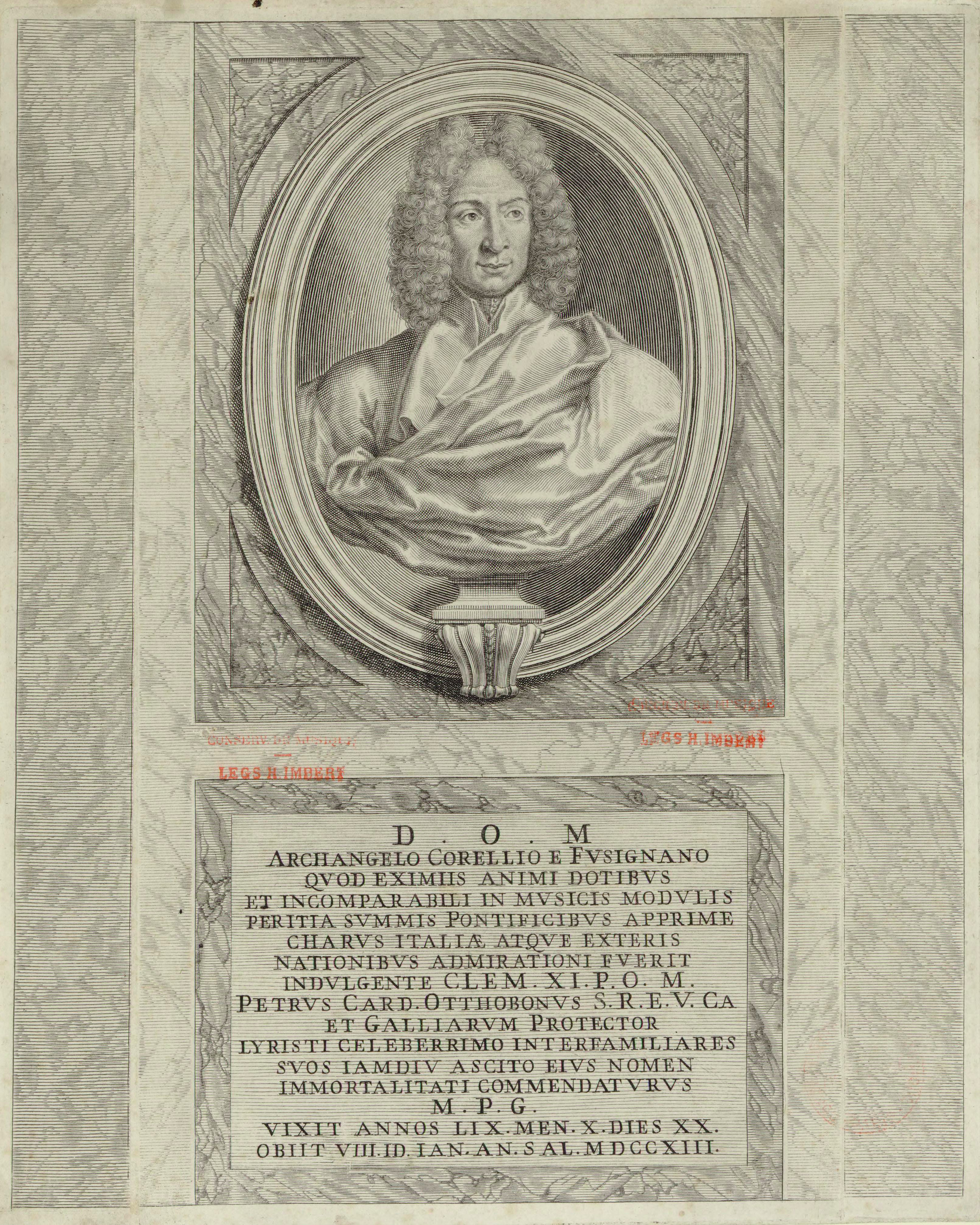
Frontispiz von Corellis op. 6, das der Gedenktafel an Corellis Grabmal im Pantheon nachempfunden ist

- op. 1: 12 Triosonaten da chiesa (Sonate a tre, Rom 1681)
- op. 2: 12 Triosonaten da camera (Sonate da camera a tre, Rom 1685)
- op. 3: 12 Triosonaten da chiesa (Sonate a tre, Rom 1689)
- op. 4: 12 Triosonaten da camera (Sonate a tre, Rom 1694)
- op. 5: 12 Sonaten für Violine und Continuo (Sonate a violino e violone o cimbalo, Rom 1700; Nr. 12: Variationen über La Folia)
- op. 6: 12 Concerti grossi (Amsterdam 1714; Nr. 8 das bekannte Weihnachtskonzert in g-Moll)
- WoO 1: Sinfonia zu Giovanni Lorenzo Luliers Oratorium Santa Beatrice d’Este (1689)
- WoO 2–3: 2 Sonate a quattro (enthalten in: Six Sonates à 4, 5, & 6 parties …, Amsterdam um 1699)
- WoO 4: Sonata a quattro für Trompete, 2 Violinen und Basso continuo
- WoO 5–10: 6 Sonate a tre op. post. (Amsterdam um 1714)

Corellis authentisch überliefertes Werk umfasst insgesamt 48 Triosonaten, 12 Sonaten für Violine und Continuo sowie 12 Concerti grossi. Corelli kultivierte in diesen sechs Veröffentlichungen mit besonderer Konsequenz sein Werk als Einheit. Er dürfte langsam komponiert und seine Werke immer wieder überarbeitet haben. Es ist jedoch ist davon auszugehen, dass dieses verhältnismäßig kleine, aber sehr systematische Œuvre nur einen Teil seiner gesamten Kompositionen darstellt. Corelli beschäftigte sich bereits vor der Veröffentlichung von op. 1 mit der Komposition von Solo-Violinsonaten, vermutlich hat Corelli auch Vokalmusik komponiert. Bislang konnten insgesamt zehn handschriftlich überlieferte Werke als mögliche Kompositionen Corellis identifiziert werden. Von diesen Werken ohne Opuszahl (WoO) konnten jedoch nur WoO 1 zweifelsfrei sowie WoO 2 und 5 mit sehr hoher Wahrscheinlichkeit Corelli zugeordnet werden. Die Echtheit von WoO 3, 4 und 6–10 wird von der Forschung angezweifelt.
1963 entdeckte der Musikwissenschaftler Mario Fabbri zudem in der Bibliothek des Sacro Convento in Assisi unveröffentlichte Manuskripte von 12 Sonate da Camera e violino e violoncello solo, kurze Sonaten, die der Bologneser Schule entstammen, aber den typischen Corelli-Stil vorweisen. Neuerdings glauben Musikforscher wie Guido Olivieri und Enrico Gatti, dass es sich möglicherweise um jene unveröffentlichten Sonaten handelt, die Corelli im Vorwort seines op. 1 von 1681 erwähnt.
Zu den Sonaten op. 5 gibt es zahlreiche Variationen von Corelli selbst, von Francesco Geminiani, Giovanni Benedetto Platti, Matthew Dubourg (Konzertmeister unter Händel) und Giuseppe Tartini. Ettore Pinelli (1843–1915) arrangierte eine bis heute populäre Suite von Tänzen des op. 5, bestehend aus dem 3. Satz (Sarabande) der 7. Sonate, dem 2. Satz (Gigue) der 9. Sonate und dem 4. Satz der 11. Sonate (Gavotte: Allegro, von Pinelli „Badinerie“ genannt), die ausschließlich mit Streichern auskommt und meist nur unter Corellis Namen aufgeführt wird.